# Saint-Amans-des-Cots
Pour les articles homonymes, voir Saint-Amans.
Saint-Amans-des-Cots (Sant Amanç en occitan) est une commune française à 738 m d'altitude, située dans le département de l'Aveyron en région Occitanie.
Ses habitants et habitantes se nomment les Viadénois et Viadénoises.

## Géographie

### Localisation
Commune du Massif central située sur le plateau de la Viadène, aux confins nord-ouest du département de l'Aveyron. Elle s'intégre dans le territoire du parc naturel régional de l'Aubrac dont la création a été publiée au Journal Officiel le 24 mai 2018.

### Communes limitrophes
Saint-Amans-des-Cots est limitrophe de sept autres communes.
Les communes limitrophes sont Campouriez, Florentin-la-Capelle, Huparlac, Montézic, Montpeyroux, Saint-Symphorien-de-Thénières et Soulages-Bonneval.
| Montézic             |                      | Saint-Symphorien-de-Thénières |
| Campouriez           | Saint-Amans-des-Cots | Huparlac Soulages-Bonneval    |
| Florentin-la-Capelle |                      | Montpeyroux                   |

### Géologie et relief
La superficie de la commune est de 4 151 hectares ; son altitude varie de 355  à   882 mètres.
Le plateau de la Viadène culmine entre 700 et 900 mètres et offre de vastes pâturages où l'élevage bovin prédomine. En quelques kilomètres, le paysage se modifie pour donner une vue d'ensemble de plus en plus pittoresque, l'altitude passant rapidement de 600 à 200 mètres. On rejoint ainsi le Pays des Côtes, dit « Pays Coustoubi », où croissent châtaigniers, vignes et arbres fruitiers.

### Hydrographie

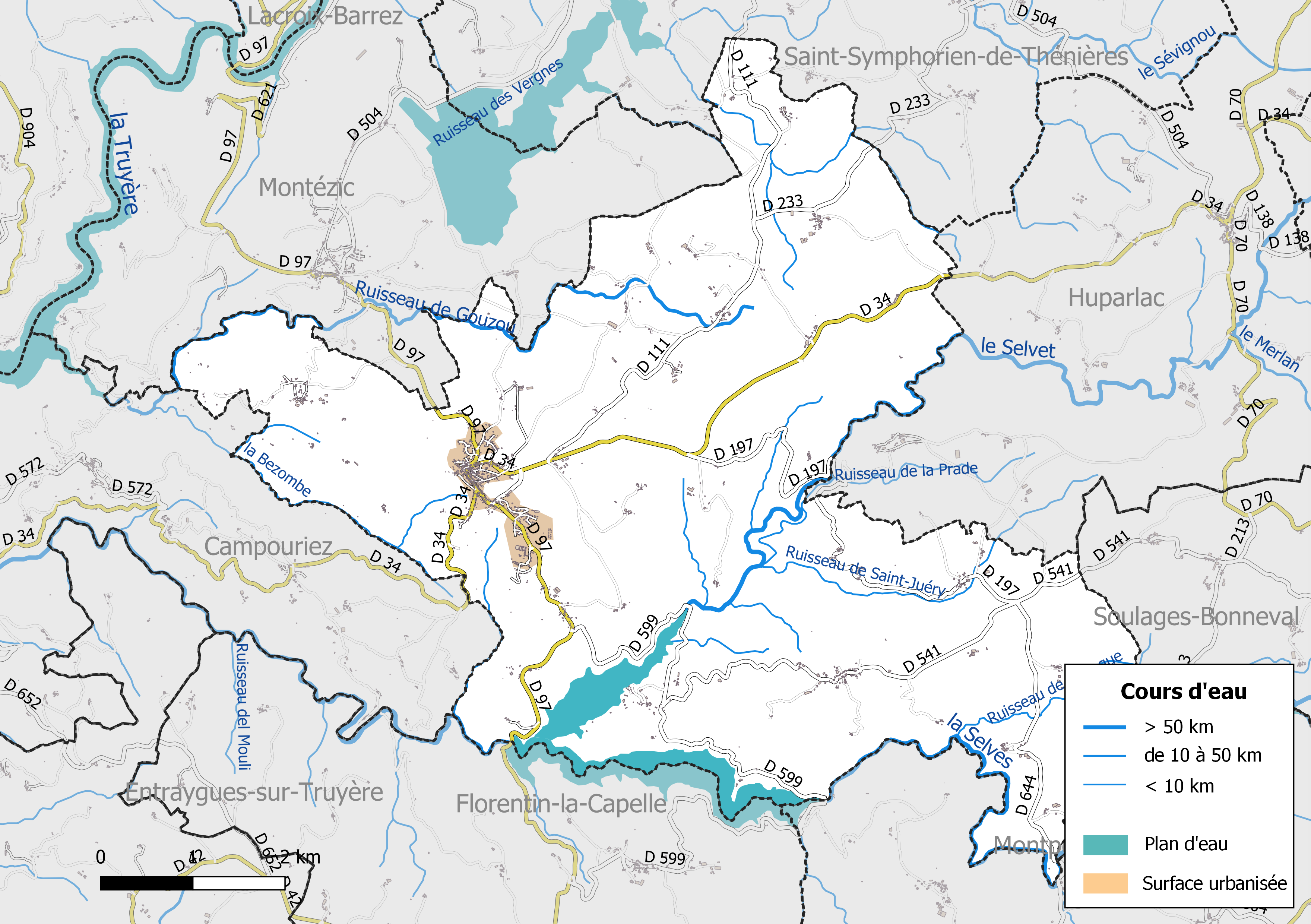
Réseaux hydrographique et routier de Saint-Amans-des-Cots.

La commune est drainée par la Selves, le Selvet, le Ruisseau de Gouzou, la Bezombe, le ruisseau de la Plane, le ruisseau de la Roque, le ruisseau de Saint-Juéry, le ruisseau des Vergnes, le ruisseau du Goutal et par divers petits cours d'eau.
La Selves, d'une longueur totale de 44,5 km, prend sa source dans la commune de Laguiole et se jette  dans la Truyère à Campouriez, après avoir arrosé 7 communes.
Le Selvet, d'une longueur totale de 25,7 km, prend sa source dans la commune d'Argences en Aubrac et se jette  dans la Selves à Florentin-la-Capelle, après avoir arrosé 5 communes.
Le Ruisseau de Gouzou, d'une longueur totale de 11,1 km, prend sa source dans la commune de Saint-Amans-des-Cots et se jette  dans la Truyère à Saint-Hippolyte, après avoir arrosé 4 communes.
Le lac de Maury complète le réseau hydrographique. Situé à 586 mètres d'altitude, sur la limite séparative des communes de Florentin-la-Capelle et de Saint-Amans-des-Cots, il s'agit d'un lac artificiel français, créé par le barrage de Maury.

### Climat
Pour des articles plus généraux, voir Climat de l'Occitanie et Climat de l'Aveyron.
En 2010, le climat de la commune est de type climat des marges montargnardes, selon une étude s'appuyant sur une série de données couvrant la période 1971-2000. En 2020, Météo-France publie une typologie des climats de la France métropolitaine dans laquelle la commune est exposée à un climat de montagne et est dans la région climatique Sud-est du Massif Central, caractérisée par une pluviométrie annuelle de 1 000 à 1 500 mm, minimale en été, maximale en automne.
Pour la période 1971-2000, la température annuelle moyenne est de 9,8 °C, avec une amplitude thermique annuelle de 15,8 °C. Le cumul annuel moyen de précipitations est de 1 243 mm, avec 12,1 jours de précipitations en janvier et 7,6 jours en juillet. Pour la période 1991-2020, la température moyenne annuelle observée sur la station météorologique la plus proche, située sur la commune d'Entraygues-sur-Truyère à 9 km à vol d'oiseau, est de 13,3 °C et le cumul annuel moyen de précipitations est de 1 116,3 mm,. Pour l'avenir, les paramètres climatiques de la commune estimés pour 2050 selon différents scénarios d'émission de gaz à effet de serre sont consultables sur un site dédié publié par Météo-France en novembre 2022.

### Milieux naturels et biodiversité

#### Espaces protégés
La protection réglementaire est le mode d’intervention le plus fort pour préserver des espaces naturels remarquables et leur biodiversité associée.
Dans ce cadre, la commune fait partie d'un espace protégé, le Parc naturel régional de l'Aubrac, créé par décret le 23 mai 2018 et d'une superficie de 220 284 ha. Région rurale de moyenne montagne, l’Aubrac possède un patrimoine encore bien préservé. Son économie rurale, ses paysages, ses savoir-faire, son environnement et son patrimoine culturel reconnus n'en demeurent pas moins vulnérables et menacés et c'est à ce titre que cette zone a été protégée ,.

#### Sites Natura 2000

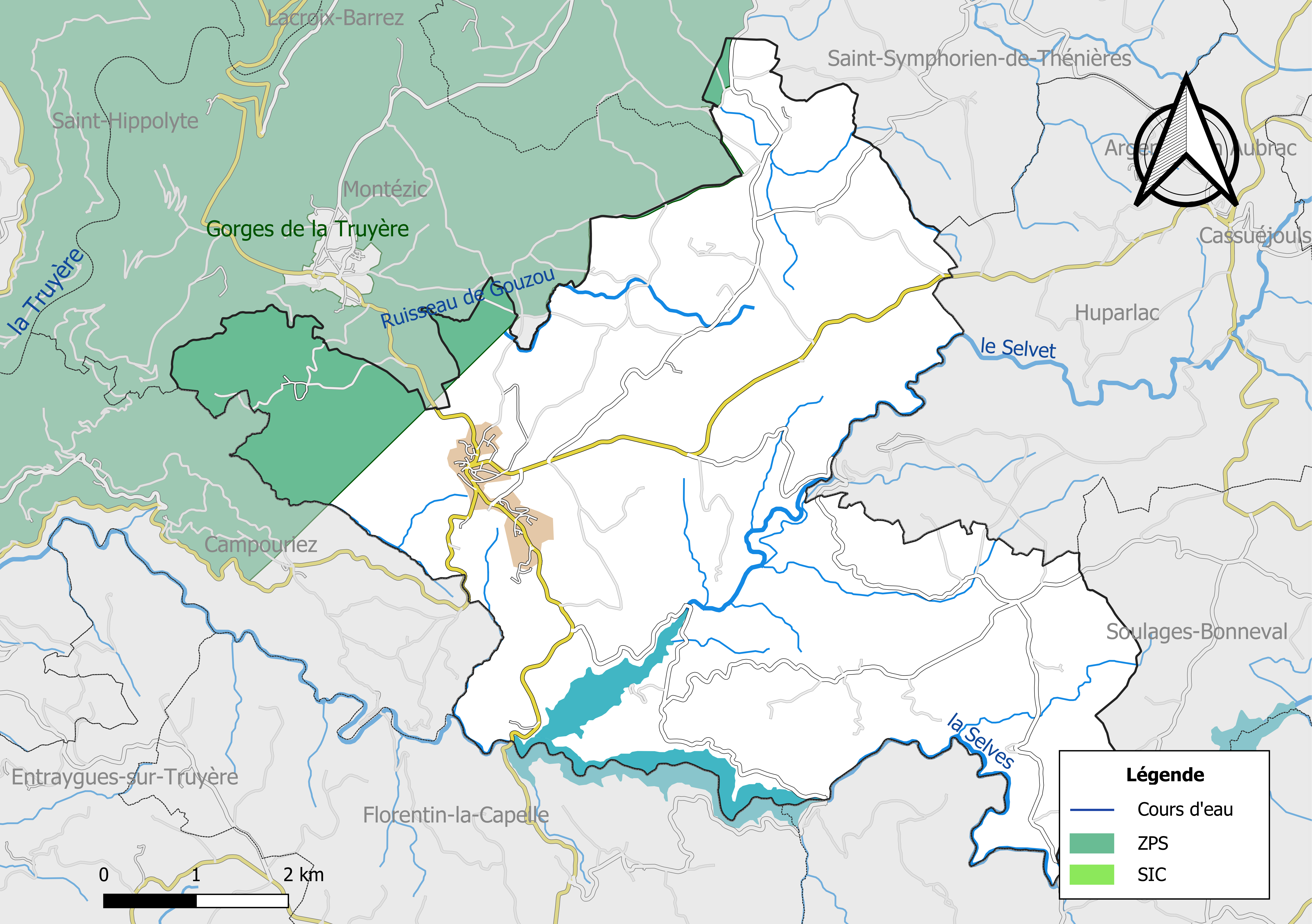
Sites Natura 2000 sur le territoire communal.

Le réseau Natura 2000 est un réseau écologique européen de sites naturels d’intérêt écologique élaboré à partir des Directives « Habitats » et « Oiseaux ». Ce réseau est constitué de Zones spéciales de conservation (ZSC) et de Zones de protection spéciale (ZPS). Dans les zones de ce réseau, les États Membres s'engagent à maintenir dans un état de conservation favorable les types d'habitats et d'espèces concernés, par le biais de mesures réglementaires, administratives ou contractuelles.
Un  site Natura 2000 a été défini sur la commune au titre de la « directive Oiseaux » :  
- Les « Gorges de la Truyère », d'une superficie de 16 681 ha, où douze espèces de l'annexe 1 se reproduisent régulièrement sur le site, parmi lesquelles huit espèces de rapaces[20].

#### Zones naturelles d'intérêt écologique, faunistique et floristique
L’inventaire des zones naturelles d'intérêt écologique, faunistique et floristique (ZNIEFF) a pour objectif de réaliser une couverture des zones les plus intéressantes sur le plan écologique, essentiellement dans la perspective d’améliorer la connaissance du patrimoine naturel national et de fournir aux différents décideurs un outil d’aide à la prise en compte de l’environnement dans l’aménagement du territoire.
Le territoire communal de Saint-Amans-des-Cots comprend une ZNIEFF de type 1,, 
les « Tourbières de la Fonvergne et mezeyrac » (14,9 ha), couvrant 3 communes du département
, et une ZNIEFF de type 2,, 
la « Vallée de la Truyère, du Goul et de la Bromme » (8 876 ha), qui s'étend sur 18 communes dont 12 dans l'Aveyron et 6 dans le Cantal.

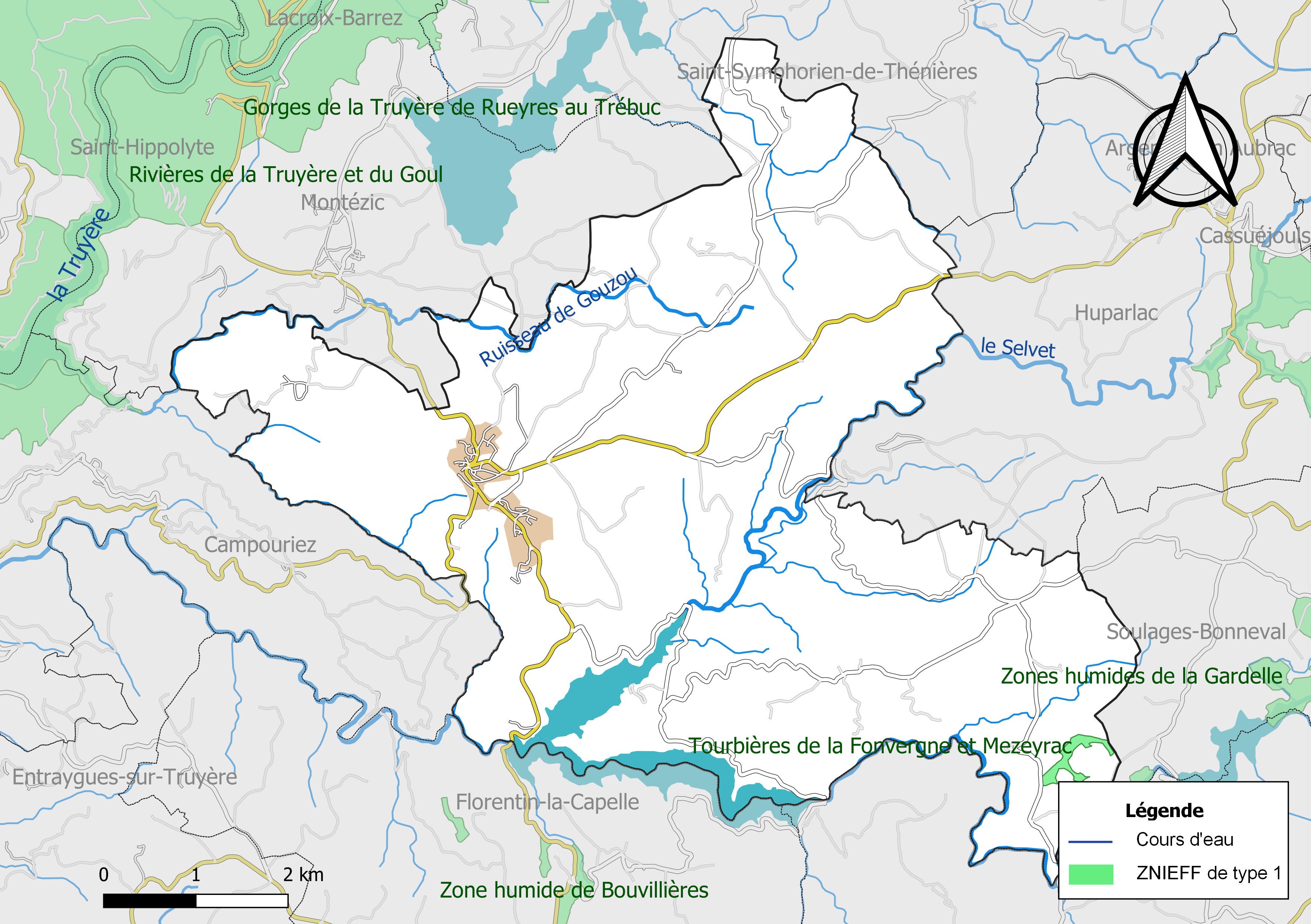
Carte de la ZNIEFF de type 1 de la commune.
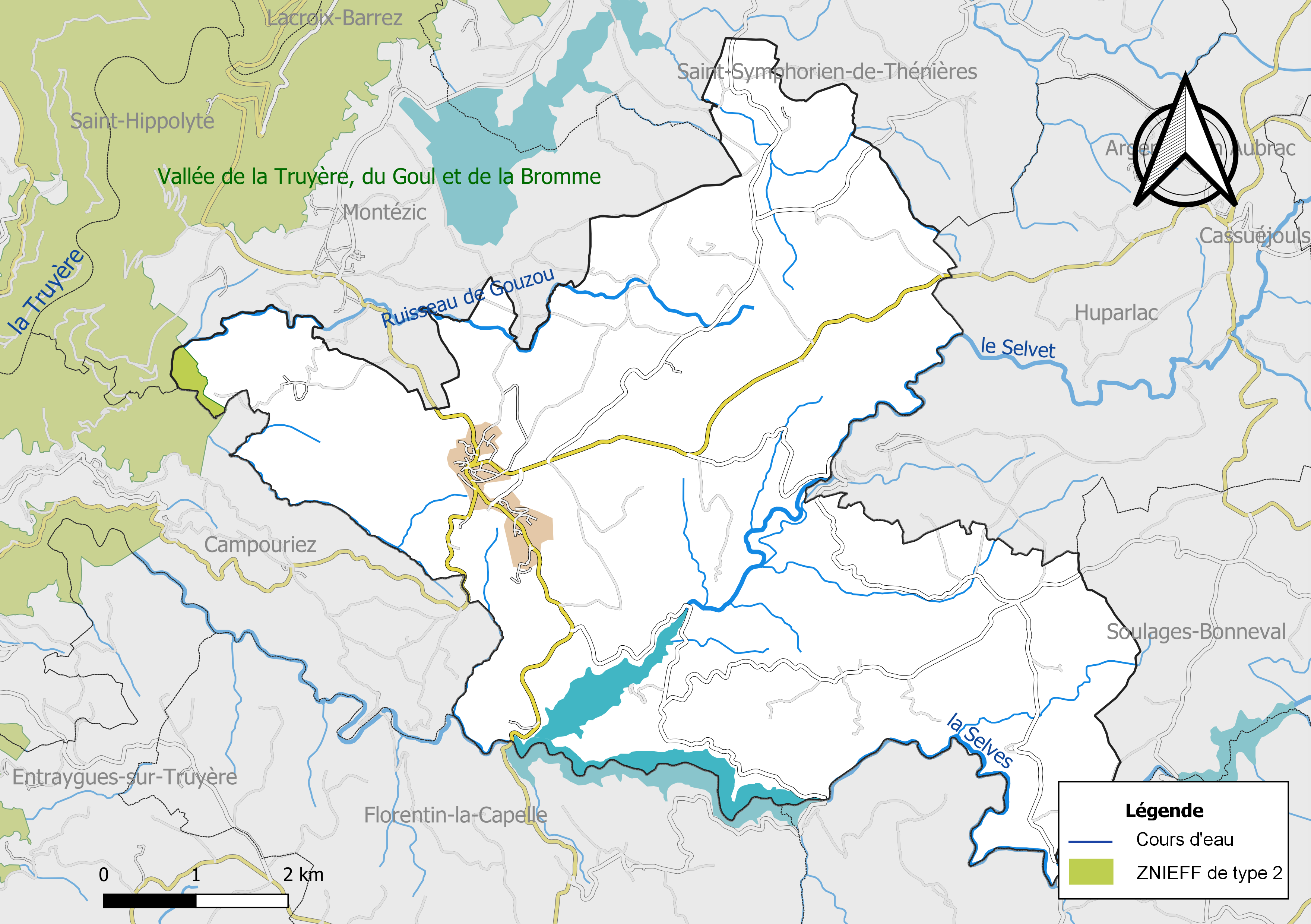
Carte de la ZNIEFF de type 2 de la commune.

## Urbanisme

### Typologie
Au 1er janvier 2024, Saint-Amans-des-Cots est catégorisée commune rurale à habitat dispersé, selon la nouvelle grille communale de densité à 7 niveaux définie par l'Insee en 2022.
Elle est située hors unité urbaine et hors attraction des villes,.

### Occupation des sols

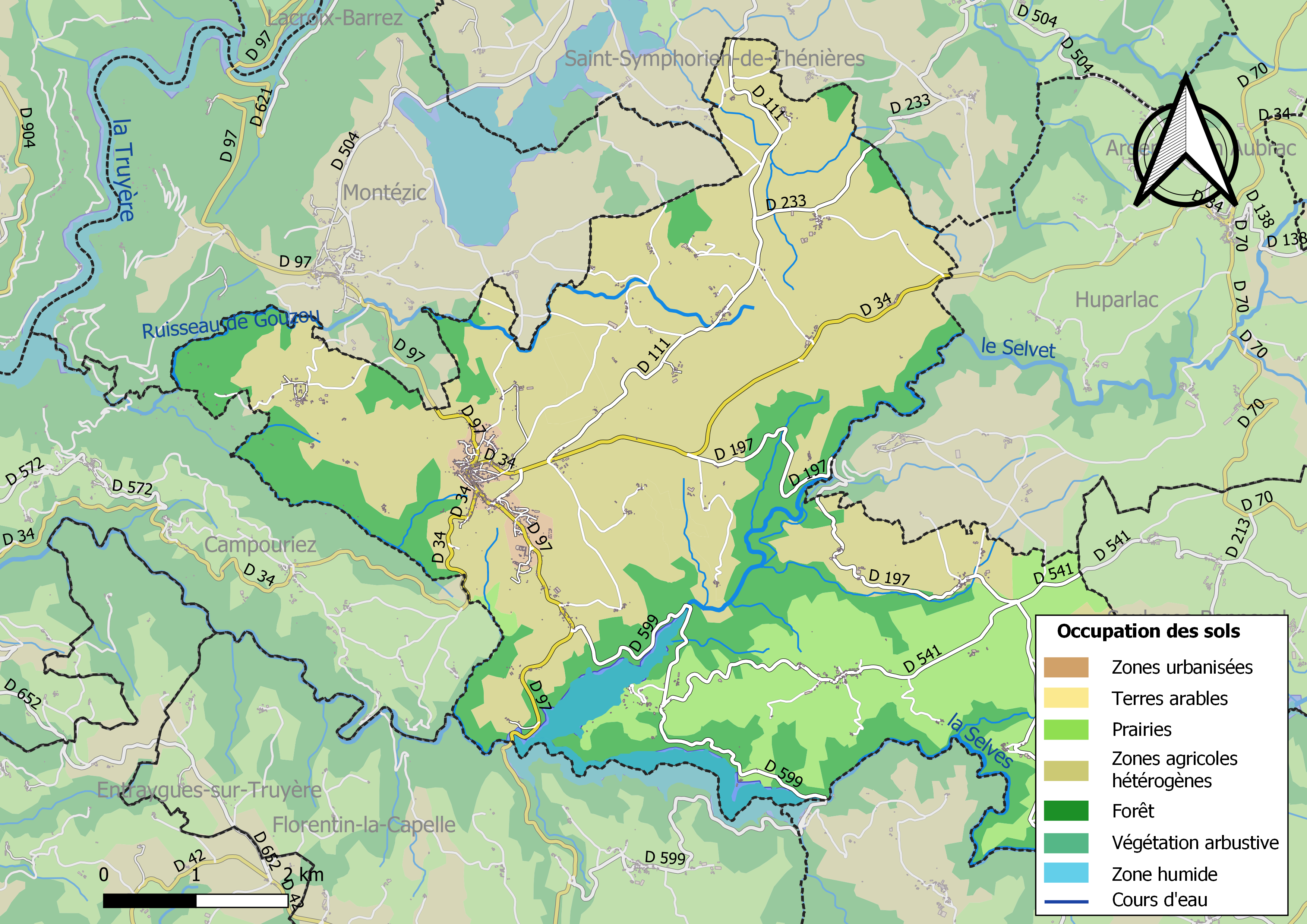
Infrastructures et occupation des sols de la commune de Saint-Amans-des-Cots.

L'occupation des sols de la commune, telle qu'elle ressort de la base de données européenne d’occupation biophysique des sols Corine Land Cover (CLC), est marquée par l'importance des territoires agricoles (73,4 % en 2018), en augmentation par rapport à 1990 (71,6 %). La répartition détaillée en 2018 est la suivante : 
zones agricoles hétérogènes (54,3 %), forêts (22,2 %), prairies (19,1 %), eaux continentales (2,8 %), zones urbanisées (1,6 %).

### Planification
La commune disposait en 2017 d'une carte communale approuvée et un plan local d'urbanisme était en élaboration.

### Voies de communication et transports
Accès avec les routes départementales D 97 et D 34.

### Risques majeurs
Le territoire de la commune de Saint-Amans-des-Cots est vulnérable à différents aléas naturels : climatiques (hiver exceptionnel ou canicule), feux de forêts et séisme (sismicité faible).
Il est également exposé à deux risques technologiques, le transport de matières dangereuses et la rupture d'un barrage, et à un risque particulier, le risque radon,.

#### Risques naturels
Le Plan départemental de protection des forêts contre les incendies découpe le département de l’Aveyron en sept « bassins de risque » et définit une sensibilité des communes à l’aléa feux de forêt (de faible à très forte). La commune est classée en sensibilité faible.

#### Risques technologiques
Le risque de transport de matières dangereuses sur la commune est lié à sa traversée par une route à fort trafic. Un accident se produisant sur une telle infrastructure est en effet susceptible d’avoir des effets graves au bâti ou aux personnes jusqu’à 350 m, selon la nature du matériau transporté. Des dispositions d’urbanisme peuvent être préconisées en conséquence.
Dans le département de l'Aveyron on dénombre huit grands barrages susceptibles d’occasionner des dégâts en cas de rupture. La commune fait partie des 64 communes susceptibles d’être touchées par l’onde de submersion consécutive à la rupture d’un de ces barrages.

#### Risque particulier
Dans plusieurs parties du territoire national, le radon, accumulé dans certains logements ou autres locaux, peut constituer une source significative d’exposition de la population aux rayonnements ionisants. Toutes les communes du département sont concernées par le risque radon à un niveau plus ou moins élevé. Selon le dossier départemental des risques majeurs du département établi en 2013, la commune de Saint-Amans-des-Cots est classée à risque moyen à élevé. Un décret du 4 juin 2018 a modifié la terminologie du zonage définie dans le code de la santé publique et a été complété par un arrêté du 27 juin 2018 portant délimitation des zones à potentiel radon du territoire français. La commune est désormais en zone 3, à savoir zone à potentiel radon significatif.

## Toponymie
Selon les linguistes, le mot « Viadène » est composé de la racine « via » signifiant « route » et du suffixe « dene » se traduisant par « dixième ». Il s'agit semblablement d'une voie romaine avec routes empierrées et ponts romains, devenue chemin de Saint-Jacques de Compostelle - reliant le Puy-en-Velay à la Galice - avec croix et ponts « romieu » (« pèlerin » en occitan). Nous retrouvons les traces d'une voie romaine du côté de Bez-Bédène et Campouriez.

## Histoire
Saint-Amans-des-Cots absorbe en 1833 une partie de l'ancienne commune d'Authun.

## Politique et administration

### Administration municipale
Le nombre d'habitants au recensement de 2017 étant compris entre 500 et 1 499 habitants, le nombre de membres du conseil municipal pour l'élection de 2020 est de quinze,.

### Rattachements administratifs et électoraux
Commune faisant partie de la communauté de communes Aubrac, Carladez et Viadène et du canton d'Aubrac et Carladez (avant le redécoupage départemental de 2014 (avant le redécoupage départemental de 2014, Saint-Amans-des-Cots était le chef lieu de l'ex-canton de Saint-Amans-des-Cots) et avant le 1er janvier 2017 elle faisait partie de la Communauté de communes de la Viadène.

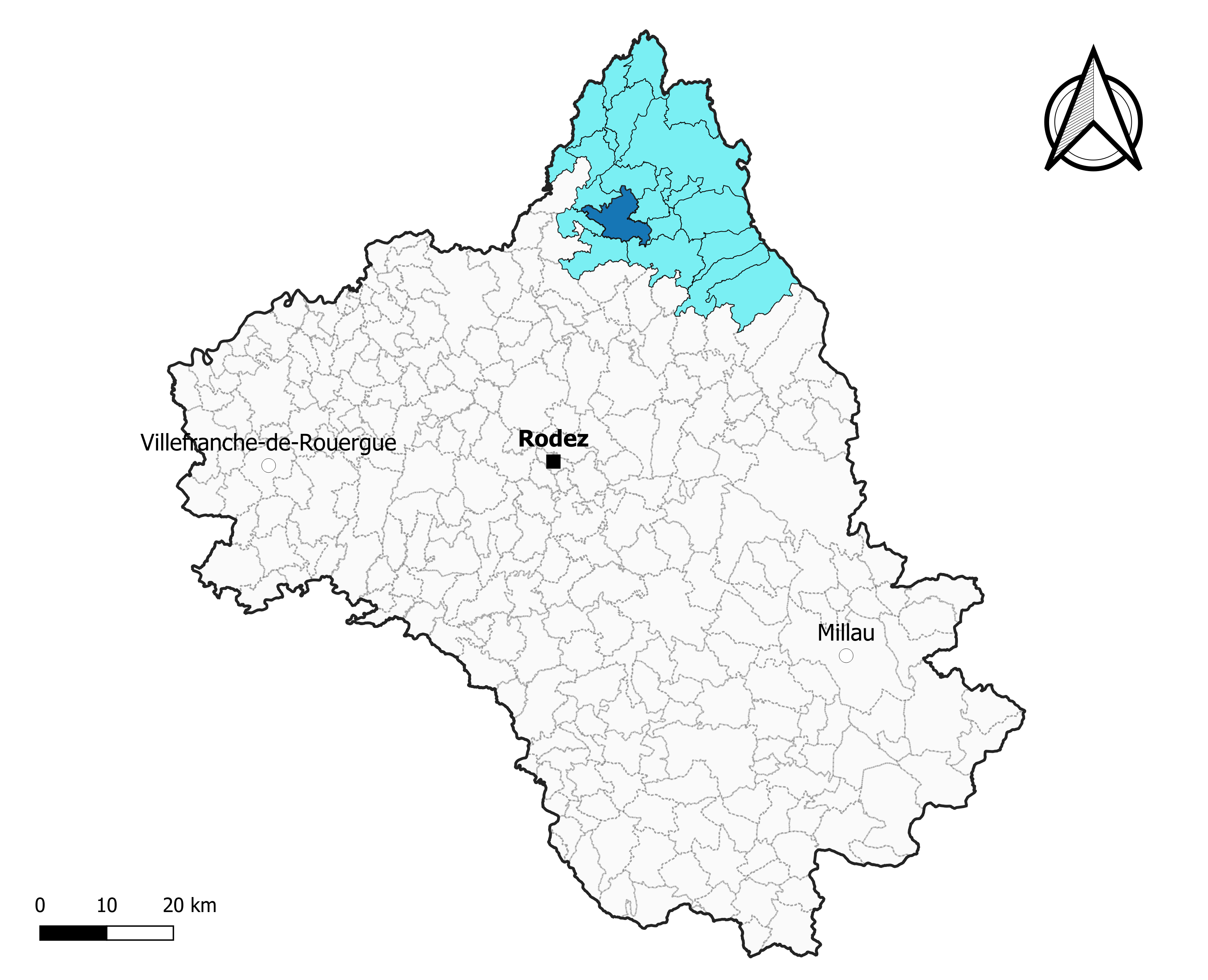
Saint-Amans-des-Cots dans l'intercommunalité en 2020.
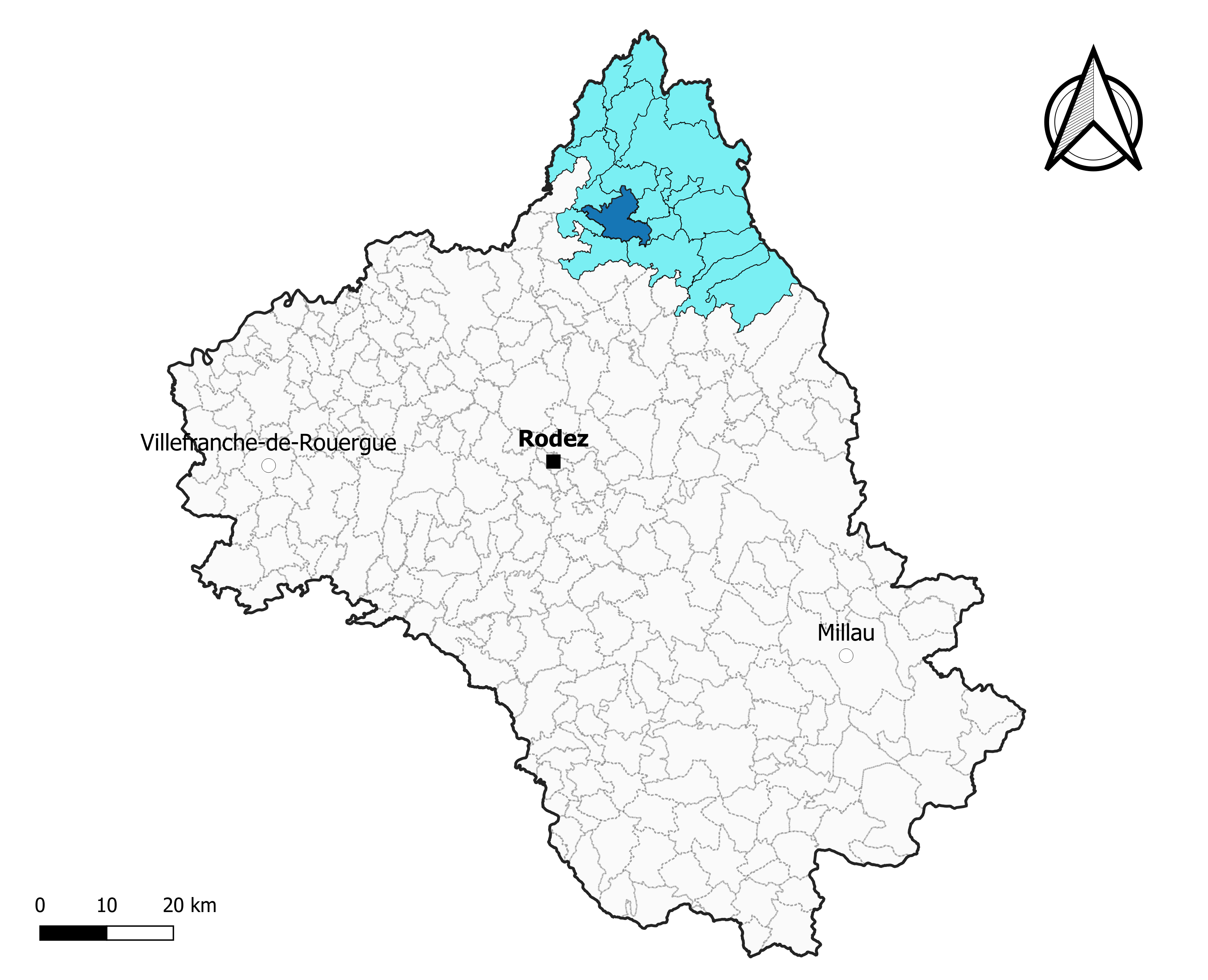
Saint-Amans-des-Cots dans le canton d'Aubrac et Carladez en 2020.
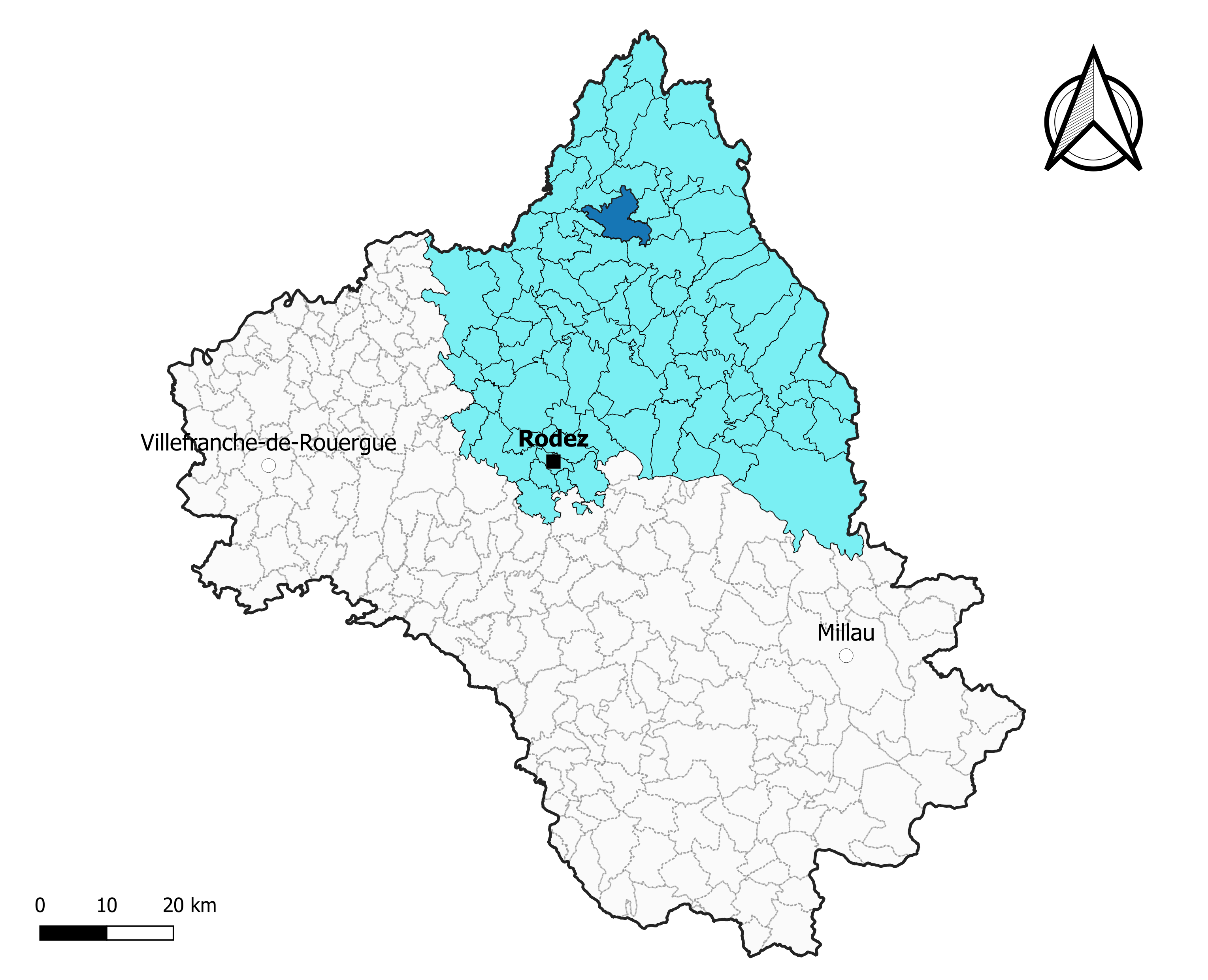
Saint-Amans-des-Cots dans l'arrondissement de Rodez en 2020.

### Élections municipales et communautaires

#### Élections de 2020
Le conseil municipal de Saint-Amans-des-Cots, commune de moins de 1 000 habitants, est élu au scrutin majoritaire plurinominal à deux tours avec candidatures isolées ou groupées et possibilité de panachage. Compte tenu de la population communale, le nombre de sièges à pourvoir lors des élections municipales de 2020 est de 15. Sur les trente et un candidats en lice, treize  sont élus dès le premier tour, le 15 mars 2020, avec un taux de participation de 73,88 %. Les deux conseillers restant à élire sont élus au second tour, qui se tient le 28 juin 2020 du fait de la pandémie de Covid-19, avec un taux de participation de 69,32 %.
Christian Cagnac est élu nouveau maire de la commune le 3 juillet 2020.
Dans les communes de moins de 1 000 habitants, les conseillers communautaires sont désignés parmi les conseillers municipaux élus en suivant l’ordre du tableau (maire, adjoints puis conseillers municipaux) et dans la limite du nombre de sièges attribués à la commune au sein du conseil communautaire. Un siège est attribué à la commune au sein de la communauté de communes Aubrac, Carladez et Viadène.

#### Liste des maires

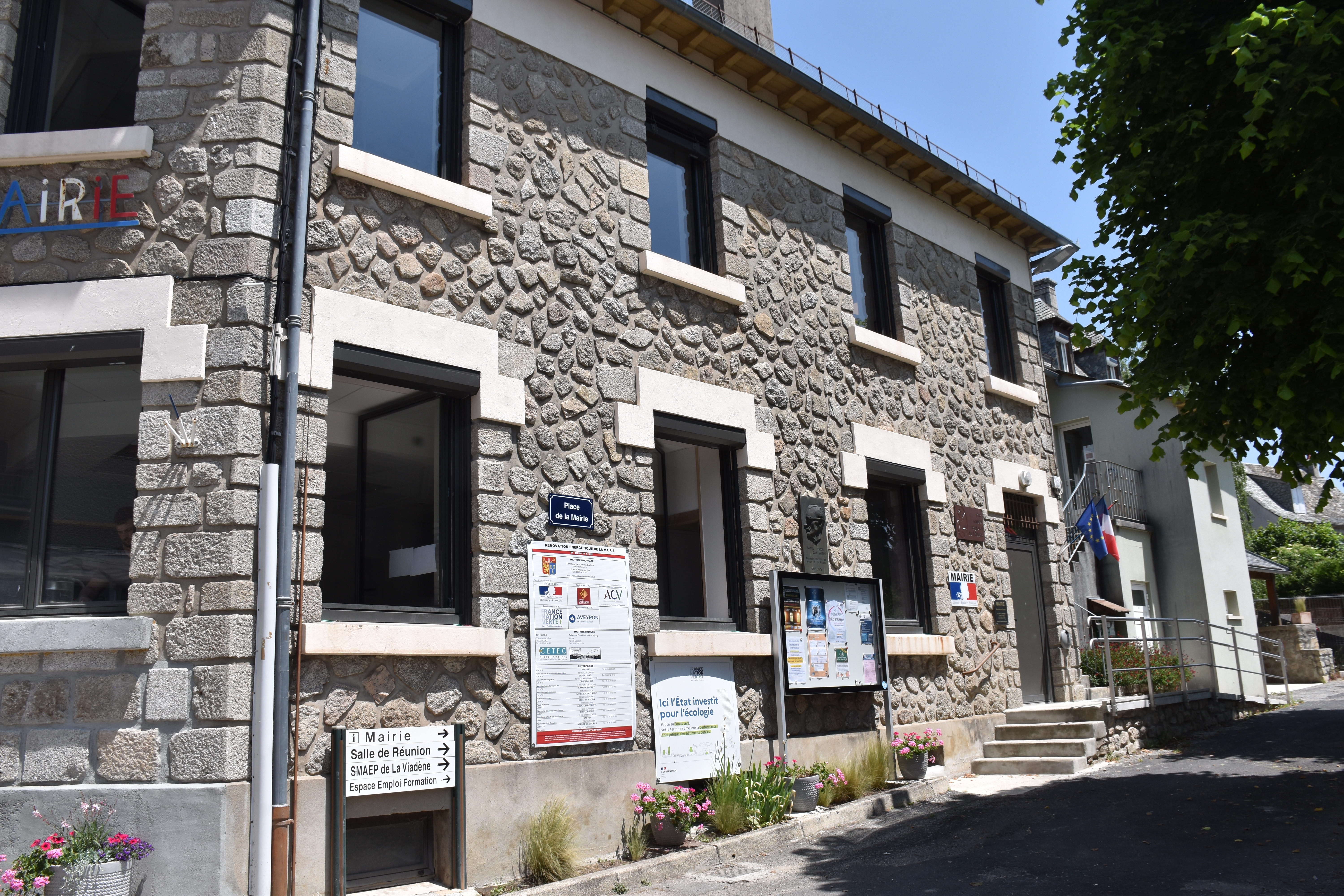
La mairie.

| Période                                  | Période      | Identité          | Étiquette | Qualité      |
| ---------------------------------------- | ------------ | ----------------- | --------- | ------------ |
| avril 2014                               | juillet 2020 | René Delmas       |           | Architecte   |
| juillet 2020                             | en cours     | Christian Cagnac, |           | Ancien cadre |
| Les données manquantes sont à compléter. |              |                   |           |              |

## Population et société

### Démographie
L'évolution du nombre d'habitants est connue à travers les recensements de la population effectués dans la commune depuis 1800. Pour les communes de moins de 10 000 habitants, une enquête de recensement portant sur toute la population est réalisée tous les cinq ans, les populations de référence des années intermédiaires étant quant à elles estimées par interpolation ou extrapolation. Pour la commune, le premier recensement exhaustif entrant dans le cadre du nouveau dispositif a été réalisé en 2008.

En 2022, la commune comptait 732 habitants, en évolution de −3,43 % par rapport à 2016 (Aveyron : +0,37 %, France hors Mayotte : +2,11 %).
| 1800 | 1806  | 1821  | 1831  | 1836  | 1841  | 1846  | 1851  | 1856  |
| ---- | ----- | ----- | ----- | ----- | ----- | ----- | ----- | ----- |
| 746  | 1 304 | 1 207 | 1 098 | 1 304 | 1 331 | 1 343 | 1 389 | 1 320 |

| 1861  | 1866  | 1872  | 1876  | 1881  | 1886  | 1891  | 1896  | 1901  |
| ----- | ----- | ----- | ----- | ----- | ----- | ----- | ----- | ----- |
| 1 321 | 1 234 | 1 278 | 1 196 | 1 187 | 1 227 | 1 209 | 1 186 | 1 234 |

| 1906  | 1911  | 1921  | 1926  | 1931  | 1936  | 1946  | 1954  | 1962  |
| ----- | ----- | ----- | ----- | ----- | ----- | ----- | ----- | ----- |
| 1 207 | 1 215 | 1 231 | 1 174 | 1 180 | 1 148 | 1 445 | 1 070 | 1 102 |

| 1968  | 1975 | 1982 | 1990 | 1999 | 2006 | 2008 | 2013 | 2018 |
| ----- | ---- | ---- | ---- | ---- | ---- | ---- | ---- | ---- |
| 1 020 | 931  | 992  | 859  | 771  | 772  | 773  | 760  | 749  |

| 2022 | - | - | - | - | - | - | - | - |
| ---- | - | - | - | - | - | - | - | - |
| 732  | - | - | - | - | - | - | - | - |

### Enseignement
Saint-Amans-des-Cots fait partie de l'académie de Toulouse.
La commune possède une école primaire qui compte trois classes pour environ 70 élèves (2018). Le collège public de la Viadène se trouve sur la commune et compte environ 170 élèves (2018). Une mini-crèche fonctionne toute l'année ainsi qu'un centre de loisirs "Les Ptits Loups"  les mercredis et pendant les vacances scolaires pour les enfants à partir de trois ans.

### Culture et festivités
Une médiathèque et une salle polyvalente (avec séances de cinéma) fonctionnent au centre du village.
Depuis 2008, Minér'Aubrac présente une collection privée de 1500 minéraux de l'Aveyron et du monde.

### Activités sportives
En juillet et août, on peut découvrir les quilles de huit les vendredis, à 21 heures, à Saint-Amans-des-Côts, à Campouriez, à Florentin ou à Huparlac.
Pêche, pétanque, quilles de huit, chasse...

### Santé
Une vaste maison de santé propose médecins, infirmières, orthophoniste, masseur-kinésithérapeute, pédicure-podologue...
Le village compte une pharmacie, des taxis et ambulances ainsi que la maison de retraite Saint-Jean et une structure d'aide à domicile et de portage de repas.

## Économie

### Revenus
En 2018  (données Insee publiées en septembre 2021), la commune compte 297 ménages fiscaux, regroupant 634 personnes. La médiane du revenu disponible par unité de consommation est de 19 440 € (20 640 € dans le département).

### Emploi
| Division       | 2008  | 2013  | 2018  |
| -------------- | ----- | ----- | ----- |
| Commune        | 4,1 % | 5,8 % | 6,8 % |
| Département    | 5,4 % | 7,1 % | 7,1 % |
| France entière | 8,3 % | 10 %  | 10 %  |

En 2018, la population âgée de 15 à 64 ans s'élève à 370 personnes, parmi lesquelles on compte 74,1 % d'actifs (67,3 % ayant un emploi et 6,8 % de chômeurs) et 25,9 % d'inactifs,. Depuis 2008, le taux de chômage communal (au sens du recensement) des 15-64 ans est inférieur à celui de la France et du département.
La commune est hors attraction des villes,. Elle compte 319 emplois en 2018, contre 321 en 2013 et 352 en 2008. Le nombre d'actifs ayant un emploi résidant dans la commune est de 259, soit un indicateur de concentration d'emploi de 123,1 % et un taux d'activité parmi les 15 ans ou plus de 42,9 %.
Sur ces 259 actifs de 15 ans ou plus ayant un emploi, 159 travaillent dans la commune, soit 61 % des habitants. Pour se rendre au travail, 71,4 % des habitants utilisent un véhicule personnel ou de fonction à quatre roues, 0,4 % les transports en commun, 12,7 % s'y rendent en deux-roues, à vélo ou à pied et 15,4 % n'ont pas besoin de transport (travail au domicile).

### Activités hors agriculture

#### Secteurs d'activités
80 établissements sont implantés  à Saint-Amans-des-Cots au 31 décembre 2019. Le tableau ci-dessous en détaille le nombre par secteur d'activité et compare les ratios avec ceux du département,.
| Secteur d'activité                                                                                        | Commune | Commune | Département |
| Secteur d'activité                                                                                        | Nombre  | %       | %           |
| --- | ------- | ------- | ----------- |
| Ensemble                                                                                                  | 80      |         |             |
| Industrie manufacturière, industries extractives et autres                                                | 14      | 17,5 %  | (17,7 %)    |
| Construction                                                                                              | 6       | 7,5 %   | (13 %)      |
| Commerce de gros et de détail, transports, hébergement et restauration                                    | 27      | 33,8 %  | (27,5 %)    |
| Activités financières et d'assurance                                                                      | 1       | 1,3 %   | (3,4 %)     |
| Activités immobilières                                                                                    | 3       | 3,8 %   | (4,2 %)     |
| Activités spécialisées, scientifiques et techniques et activités de services administratifs et de soutien | 12      | 15 %    | (12,4 %)    |
| Administration publique, enseignement, santé humaine et action sociale                                    | 14      | 17,5 %  | (12,7 %)    |
| Autres activités de services                                                                              | 3       | 3,8 %   | (7,8 %)     |

Le secteur du commerce de gros et de détail, des transports, de l'hébergement et de la restauration est prépondérant sur la commune puisqu'il représente 33,8 % du nombre total d'établissements de la commune (27 sur les 80 entreprises implantées  à Saint-Amans-des-Cots), contre 27,5 % au niveau départemental.

#### Entreprises
L' entreprise ayant son siège social sur le territoire communal qui génère le plus de chiffre d'affaires en 2020 est : 
- EURL De Souls, élevage d'autres bovins et de buffles (176 k€)

### Hydroélectricité

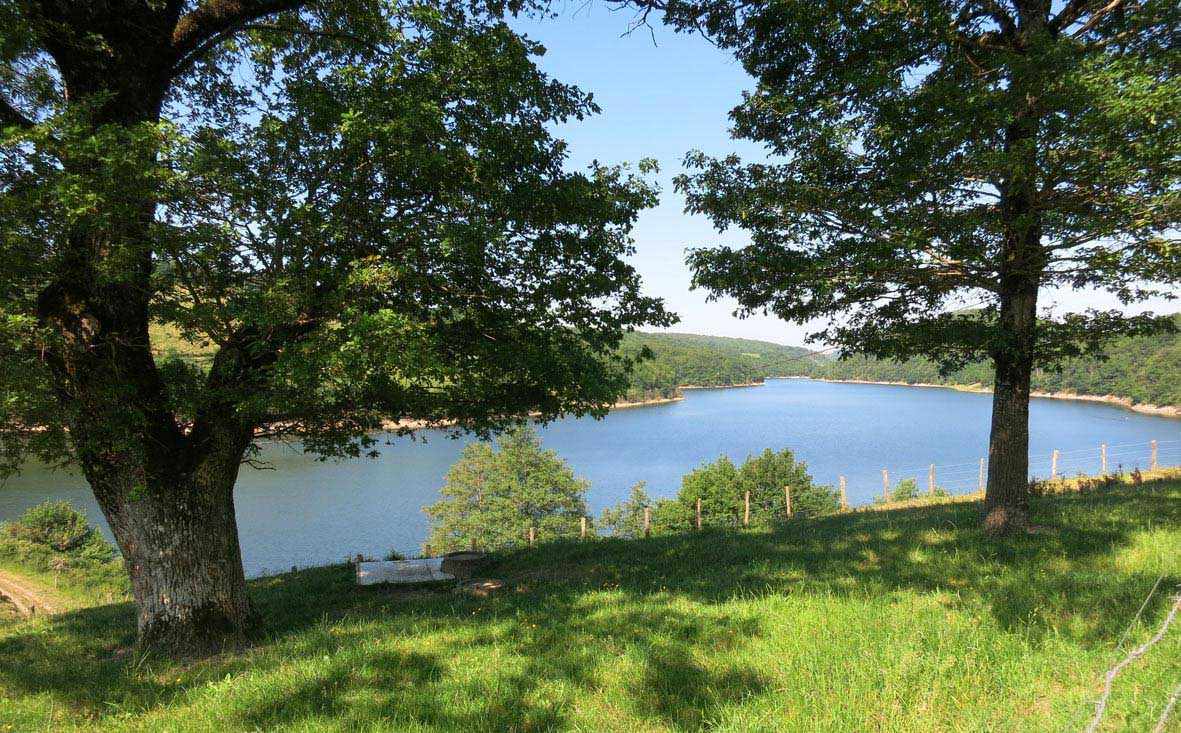
Le lac du Maury.

L'économie traditionnelle se traduit depuis des temps immémoriaux par l'usage de l'eau. Foulons, scieries, forges et moulins fonctionnaient grâce à son énergie. Aujourd'hui, l'aménagement des cours d'eau permet de produire de l'électricité, tout en s'intégrant au paysage et en favorisant le développement touristique, avec la création de nombreux lacs et plans d'eau. Ce mariage a donc permis la création de trois bases nautiques qui permettent de faire une grande variété d'activités sportives et touristiques.
Le barrage-réservoir de Maury, au confluent de la Selves et du Selvet, alimente l'usine de Lardit, sur la Truyère. La centrale EDF, du type « lac », a un réservoir d'une capacité utile de 35,12 millions de mètres cubes. La puissance installée est de 45 080 kW et la production moyenne annuelle de 107 millions de kilowatts-heures.

### Agriculture
La commune est dans l'Aubrac, une petite région agricole occupant le nord du département de l'Aveyron. En 2020, l'orientation technico-économique de l'agriculture  sur la commune est l'élevage bovin, orientation mixte lait et viande.
|               | 1988  | 2000  | 2010  | 2020  |
| ------------- | ----- | ----- | ----- | ----- |
| Exploitations | 74    | 49    | 40    | 37    |
| SAU (ha)      | 2 989 | 3 246 | 3 131 | 3 143 |

Le nombre d'exploitations agricoles en activité et ayant leur siège dans la commune est passé de 74 lors du recensement agricole de 1988  à 49 en 2000 puis à 40 en 2010 et enfin à 37 en 2020, soit une baisse de 50 % en 32 ans. Le même mouvement est observé à l'échelle du département qui a perdu pendant cette période 51 % de ses exploitations,. La surface agricole utilisée sur la commune a quant à elle augmenté, passant de 2 989 ha en 1988 à 3 143 ha en 2020. Parallèlement la surface agricole utilisée moyenne par exploitation a augmenté, passant de 40 à 85 ha.
Le plateau de la Viadène offre de vastes pâturages où l'élevage bovin prédomine, avec notamment la race Aubrac, des vaches allaitantes reconnues pour leur rusticité, facilité de vêlage et aptitudes maternelles. Qualités de la race et organisations des hommes (associations, groupement, Herd-book…) avec à la clé, la sélection des animaux font de l'élevage la première activité économique du plateau.
En quelques kilomètres, la Viadène se décline en coteaux jusqu'au Lot, c'est le « pays des Coustoubis » : des pentes sur lesquelles croissent vignes et arbres fruitiers, châtaigniers et produits mâraichers. Surplombant la rivière, le vignoble bien que modeste - à peine quelque 9,5 hectares de vignes - donne un bon vin de pays dont les cépages s'appellent Mansois et Négret de Banhars.

## Culture locale et patrimoine

### Lieux et monuments
- Le Château du Batut, XVIIIe siècle ;
- Ruines du château de Thénières du XIIe siècle ;
- L'Église Saint-Amans XVe/XVIe en granit : porte romane, clocher-peigne à cinq cloches XVIIe et XVIIIe ; retable 1626, inscription 1507, mobilier provenant de l'église disparue de Cassou (dont une statue de saint Mamert XVIIIe) ; souterrain-refuge ; oratoire à la sortie du bourg ;

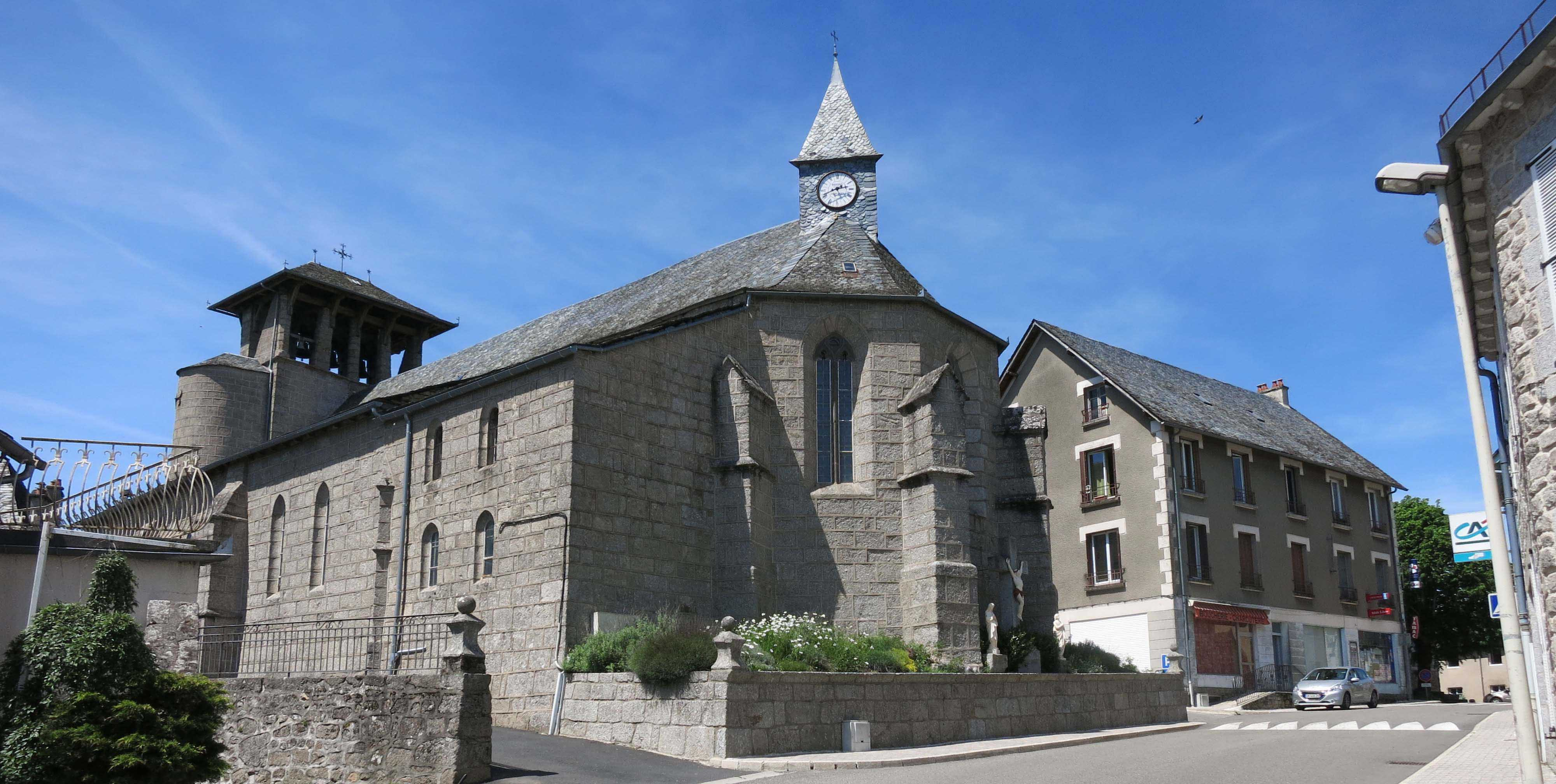
L'église Saint-Amans de Saint-Amans-des-Cots

- L'église Saint-Georges de Saint-Juéry XIe siècle ;
- L'église Saint-Barthélemy de Touluch (1709) qui dépendait de l'abbaye de la Chaise-Dieu ; souterrain-refuge ;
- L'oratoire des Moulèdes.

### Personnalités liées à la commune
- Henri Roquette, né à Saint-Amans-des-Cots le 25 septembre 1859 et mort à Rodez le 17 avril 1930, avocat, conseiller général du canton de Saint-Amans-des-Cots (Aveyron), vice-président du Conseil général de l'Aveyron, député de l'Aveyron (1919-1924 et 1928-1930).
- Gilbert et Jean-Louis Costes, respectivement restaurateur et hôtelier français ; Gilbert est né à Saint-Amans-des-Cots le 11 mars 1949.
- André Lavergne graveur né sur la commune.

### Héraldique
| Blason | Blasonnement : Parti : au 1er de gueules au léopard lionné d'or, au 2e d'argent aux trois tours de sable crénelées d’azur, le tout sommé d'un chef de gueules chargé d'une mitre d'argent accostée d'une croix épiscopale tréflée en bande et d'une crosse épiscopale contournée en barre, toutes deux d'or et mouvant de la partition. |

## Pour approfondir